# Hippothoa mawatarii
Hippothoa mawatarii är en mossdjursart som beskrevs av James Dick och Ross 1988. Hippothoa mawatarii ingår i släktet Hippothoa och familjen Hippothoidae. Inga underarter finns listade i Catalogue of Life.